# Трояновский сельсовет (Минская область)
Трояновский сельсовет — упразднённая административная единица на территории Борисовского района Минской области Белоруссии.

## История
28 июня 2013 года Трояновский сельсовет упразднён, его населённые пункты включены в состав Моисеевщинского сельсовета.

## Состав
Трояновский сельсовет включал 20 населённых пунктов:
- Барсуки — деревня
- Высокий Берег — деревня
- Высочаны — деревня
- Запрудье — деревня
- Иванковщина — деревня
- Копачевка — деревня
- Кравцова Нива — деревня
- Курган — деревня
- Максимовка — деревня
- Михеевка — деревня
- Мостище — деревня
- Новёселы[2] — деревня
- Осово — деревня
- Погорелое — деревня
- Рубеж — деревня
- Селище — деревня
- Стотковщина — деревня
- Стотсберг — деревня
- Трояновка — деревня
- Фроловка — деревня